# Theuma zuluensis
Theuma zuluensis is een spinnensoort uit de familie van de Prodidomidae.
De wetenschappelijke naam van de soort werd in 1947 gepubliceerd door Reginald Frederick Lawrence.